# Bogdan Jaroszewicz (polityk)
Bogdan Jaroszewicz (ur. 11 sierpnia 1974 w Szczecinie) – polski polityk, wiceprezydent Szczecina w latach 2011–2015, wiceburmistrz Nowogardu w latach 2021–2024, od 2024 roku członek zarządu województwa zachodniopomorskiego. 

## Życiorys
Jest absolwentem Technikum Mechanicznego w Szczecinie. Ukończył socjologię na Wydziale Humanistycznym Uniwersytetu Szczecińskiego. Ukończył także studia podyplomowe z zakresu zarządzania miastem oraz zarządzania projektami europejskimi. Od 1999 roku pracował w Urzędzie Marszałkowskim Województwa Zachodniopomorskiego. Pracował także w warszawskim oddziale Telewizji Polskiej jako główny specjalista ds. licencji. Następnie zajmował się oceną projektów unijnych, w latach 2005–2006 był przewodniczącym komisji dzielącej Fundusze Unijne w ramach Zintegrowanego Programu Operacyjnego Rozwoju Regionalnego. W 2008 roku bezskutecznie ubiegał się o stanowisko inspektora w wydziale wdrażania RPO Urzędu Marszałkowskiego Województwa Zachodniopomorskiego.

### Działalność polityczna
Dołączył do Sojuszu Lewicy Demokratycznej, został członkiem zarządu miejskiego tej partii. Był asystentem marszałka województwa zachodniopomorskiego Józefa Falińskiego. W kwietniu 2011 roku prezydent Piotr Krzystek powołał go na stanowisko wiceprezydenta Szczecina ds. komunalnych i inwestycyjnych w miejsce odwołanej Elżbiety Masojć. W wyborach samorządowych w 2014 roku bezskutecznie kandydował do sejmiku zachodniopomorskiego, otrzymał 521 głosów. W maju 2015 roku odwołano go z funkcji wiceprezydenta Szczecina, jego miejsce zajął Michał Przepiera.
We wrześniu 2021 roku burmistrz Robert Czapla powołał Jaroszewicza na stanowisko drugiego wiceburmistrza Nowogardu. Po połączeniu SLD z Wiosną dołączył do Nowej Lewicy. W wyborach parlamentarnych w 2023 roku bezskutecznie kandydował do Sejmu z trzeciego miejsca list Nowej Lewicy w okręgu nr 41, otrzymał wówczas 239 głosów. W lutym 2024 roku ogłoszono jego start w najbliższych wyborach na prezydenta Szczecina jako kandydata Lewicy. W wyborach samorządowych w kwietniu tego samego roku zajął trzecie miejsce spośród czterech kandydatów, w wyborach na prezydenta Szczecina, otrzymując 11 639 głosów (8,70%). W tych samych wyborach, także bezskutecznie, ubiegał się o stanowisko radnego miasta w okręgu nr 1 otrzymując 562 głosy. Po przegranej Roberta Czapli utracił także stanowisko wiceburmistrza Nowogardu. 
9 maja 2024 roku został powołany na stanowisko członka zarządu województwa zachodniopomorskiego ds. inwestycji i edukacji.